# Герб Леоніда Кучми
Герб Леоніда Кучми — Офіційний герб другого президента України, Леоніда Даниловича Кучми, та його роду. Затверджений 9 серпня 1999 року.                               

## Опис герба
На щиті, перетятому лазуровим і золотим, лев протилежних тинктур, армований червоним, що йде на задніх лапах і тримає в предніх лапах Державний герб України — золотий тризуб в лазуровому п'ятикутному щиті з золотою облямівкою. Щит увінчаний золотою Українською адміністративною короною, над якою лицарський шолом. Клейнод: на двухколірному бурелеті (лазур, золото) золотий, армований червоним, лев, що виходить, і тримає в лапах срібний тризуб. Намет лазуровий, підбитий золотом.
Герб виконаний відповідно до міжнародних правил класичної геральдики, а також згідно із чинним Кодексом Російської Геральдичної Колегії, затвердженим на засіданні Президії Колегії 1 серпня 1995 р. Основу герба складає щит стандартної форми, традиційно прийнятої в українській геральдиці. У щиті зображені геральдичні і субординарні фігури, що характеризують фахову сторону діяльності армігера, його індивідуальні якості, фамільні корені. Щит має двухчасний горизонтальний зподіл, із яких верхня частина — лазурового (блакитного) кольору, а нижня — золота (жовта). Лазуреве поле щита символізує ясність і велич діянь армігера. Золоте поле щита по геральдичних канонах є символом справедливості, милосердя, великодушності, сталості, сили і вірності — якостей характеру, якими володіє армігер. Сполучення цих двох тинктур творить кольори Державного прапора України, у якій народився армигер, де він мешкає в даний час і в якій займає найвищу державну посаду — Президент Республіки. 
Головною фігурою щита є лев — символ мужності, хоробрості, безстрашності і вищої влади; він також уособлює жар, блиск і силу полуденного Сонця, пишноту, силу і стійкість, справедливість і закон. Положення льва свідчить про те, що воістину мужній і розсудливий, він завжди готовий до зустрічі із своїми ворогами і, завдяки своїй завбачливості, краще інформований про них небезпеках, що йдуть від них, і завжди готовий відбити будь-який напад. Лев, крім того, є зодіакальним символом знака «Лев», під яким народився армігер, а також його антропонімічним символом: «Леонід» у перекладі з грецького — «подібний леву». Крім того, в імені Леонід: покровитель імені — лев, зодіак імені — лев, колір імені — золото, планета (зірка) — сонце. Лев в передніх лапах несе щит із Державним гербом України. У даній композиції вкладенио головний ідейний задум герба: армігер є надійним гарантом державності України. Китиця хвоста лева також творить стрижневий символ України — тризуб. 
Фахова корона, що вінчає щит, відбиває приналежність армігера до адміністративних робітників вищого ешелону влади. Корона прикрашена дорогоцінними каменями — діамантом і бурштином — відповідно до знаку Зодіаку «Лев», під яким народився армігер. Діамант — оброблений діамант — камінь, що дарує чесноту, мужність і перемогу, він приносить удачу у всіх справах, охороняє від хвороб і ран, надає сміливість і мужність у бою, береже від навроку і злих чар, забезпечує здоров'я, добробут і довге життя, приборкує злість, надає впевненість і силу. Бурштину ж зі старожитності приписується чудодійна сила лікування усіх хвороб, він має властивість розраджувати людей, підтримує оптимізм, посилює інтуїцію, допомагає зробити правильний вибір. 
Над короною розташований лицарський шлем, на якому розміщені: бурелет (жмут із двох різнобарвних тканин), намет (мальовничий рослинний двоколірний орнамент, що падає з обох сторін від шолома, — прообраз лицарського плаща) і клейнод (нашоломник — тобто фігура на шоломі). Бурелет і намет пофарбовані у кольори, що домінують у гербовому щиті, у даному випадку — у лазур і золото, що знову творить кольори Державного прапора України. Клейнод — вихідна поясна фігура лева з тризубом — традиційне правило повторення основної гербової композиції над шоломом. Щитотримачі — два чорних одноголових орли. Ракурс крил, поворот голів і колір орлів узяті з історичного герба Чернігівщини — місцевості, де народився армігер (с. Чайкине Чернігівської області). Використання фігур «чернігівських» орлів як щитотримачів і розташування їх на підніжжі у вигляді землі відбиває нерозривний зв'язок армігера з рідною землею, турбота про неї і підтримка з її боку. «Як траві-мураві не виростити без жмені землі, так і народу не прожити на білому світлі без землі-годувальниці. Як без орача-хазяїна і доброї землі — гірка сирота, так і він без землі — що без живої душі у своєму богатирському тілі».
Девіз — RE, NON VERBIS — «Справою, а не словами» — говорить про те, що армігер віддає перевагу підкріплювати свою діяльність конкретними виконаними справами, ніж порожніми слововиливами. Це також відбиває відданість армігера своїй справі, цілеспрямованість у вирішенні службових і життєвих завдань, прагнення приносити користь своєму народу.